# Hyloxalus sauli
Hyloxalus sauli es una especie de anfibio anuro de la familia Dendrobatidae.

## Distribución geográfica
Esta especie habita entre los 220 y 800 m sobre el nivel del mar en el lado amazónico de la Cordillera Oriental:
- en Ecuador en las provincias de Sucumbíos, Napo, Orellana, Pastaza;
- en Colombia en el departamento de Putumayo.[4]

## Descripción
Los machos miden de 20 a 25 mm y las hembras de 22 a 29 mm.

## Etimología
Esta especie lleva el nombre en honor a F. William Saul.

## Publicación original
- Edwards, 1974 : Taxonomic notes on South American dendrobatid frogs of the genus Colostethus. Occasional Papers of the Museum of Natural History, University of Kansas, n.º 30, p. 1-14[7]